# 맛깔
맛깔(영어: flavor)이란 양자장론의 전역적 대칭이자 기본입자의 양자수 가운데 하나다. 무질량 양자색역학은 맛깔 대칭을 따르지만, 약한 상호작용은 쿼크 섞임과 렙톤 섞임으로 맛깔 대칭을 위반한다. 아이소스핀과 초전하는 맛깔의 일부분을 이루는 양자수다.

## 색역학에서의 맛깔 대칭
두 종 (맛깔) 이상의 페르미온을 지닌 이론의 경우, 많은 경우 두 종을 치환하거나 부분적으로 섞어도 이론의 라그랑지언은 불변일 수 있다. 양자색역학에서는 모든 종의 입자의 질량이 같을 경우, 이러한 대칭은 SU(N)을 이룬다 (N은 맛깔의 수). 고전적으로는 양 손지기가 각각 SU(N)의 대칭을 가지면서 SU(N)L×SU(N)R을 이룬다. 그러나 이를 양자화하면 대개 손지기 변칙에 의하여 SU(N)V으로 다시 깨지게 된다.
실제 세계에서는 6종의 쿼크가 존재하므로, SU(6)에 해당한다. 그러나 실제 쿼크는 서로 질량이 매우 다르다. 이 가운데 위 쿼크와 아래 쿼크는 비교적 비슷한 질량을 가져, 근사적인 SU(2) 대칭이 존재한다. 이를 아이소스핀이라고 부른다. 또한 기묘 쿼크도 다른 쿼크에 비해 현저히 가벼우므로 이를 포함하여 맛깔 대칭을 SU(3)으로 확장할 수 있으나 (초전하), 이는 더 근사적이다. SU(4) 이상의 대칭은 쿼크 사이의 질량 차이가 너무나 커 대개 쓸모없다.

## 같이 보기
- 쿼크 섞임